# Said Mohamed Jaffar
Said Mohamed Jaffar (14 de abril de 1918 - 22 de octubre de 1993) fue un ex Presidente del Comité Ejecutivo Nacional del Estado Comorense (del francés: État comorien) desde agosto de 1975 hasta enero de 1976, así como también Presidente del Consejo Nacional de la Revolución del Gobierno Comorense desde agosto a diciembre de 1975. 

## Carrera política
El 3 de agosto de 1975 una coalición de seis partidos políticos conocido como Frente Nacional Unido derrocó al gobierno de Ahmed Abdallah, con la ayuda de mercenarios extranjeros liderados por Bob Denard.
Said Mohamed Jaffar estuvo detrás de un acuerdo conciliatorio relativo a Francia y la isla Mayotte. Con ocasión de la aceptación del Estado de Comoriense (del francés: État comorien) por parte de las Naciones Unidas, Jaffar expuso un discurso ante la asamblea general en noviembre de 1975.
En enero de 1976 Jaffar entrega el poder al líder izquierdista radical Ali Soilih.
Said Mohamed Jaffar fue el tío de Said Atthoumani, quien fue Presidente del Directorado Político-Militar entre el 13 de mayo de 1978 al 23 de mayo de 1978, y que rigió a las Comoras después que Ali Soilih fue sacado de su cargo por un golpe de Estado en mayo de 1978.